# Храм Светог Атансија Великог у Земуну
Храм Светог Атанасија Великог је храм Српске православне цркве који се налази у насељу Плави хоризонти у београдској општини Земун.

## Опште информације
Налази се у улици Пут за Плаве хоризонте у београдском насељу Плави хоризонти. Храм припада архиепископији београдско-карловачкој. Земљиште на којем је подигнут Храм Светог Атанасија великог освештао је патријарх Иринеј 3. маја 2012. године, док је темељ храма освештао 30. августа исте године.
Изградња цркве је крунисана њеним освећењем руком патријарха Иринеја 3. марта 2019. године.
У октобру 2023. године у порти храма подигнут је споменик Пећанцима који су страдали током Рата на Косову и Метохији.